# Charles Perrault
Charles Perrault [šárl peró] (12. ledna 1628, Paříž, Francie – 16. května 1703, Paříž) byl francouzský spisovatel a vysoký úředník na dvoře krále Ludvíka XIV., člen Francouzské akademie. Proslavil se jako jeden z prvních spisovatelů a vydavatelů pohádek.

## Život
Narodil se jako nejmladší ze čtyř synů bohatého právníka a dvorského úředníka. Vystudoval práva a v roce 1651 dostal advokátskou licenci. Už v této době publikoval parodické básně, roku 1648 parodii na Vergiliovu Aeneis a roku 1649 veršovaný spis „Hradby Troje čili o původu burlesky“, kde ironizuje jak lidové povstání na začátku Frondy, tak také kardinála a ministra Mazarina.
Po konci povstání roku 1653 ho nejstarší bratr Pierre Perrault, vysoký úředník královských financí, uvedl ke dvoru. Zde si ho všiml spisovatel Jean Chapelain a doporučil ho novému ministru Colbertovi. Ten ho roku 1662 jmenoval tajemníkem tak zvané „Malé akademie“, komise znalců, kteří posuzovali nákupy uměleckých děl pro krále a dohlíželi na budování Louvru i zámku ve Versailles. Roku 1671 byl přijat do Francouzské akademie a v roce 1673 se stal jejím tajemníkem (tj. předsedou) a knihovníkem. Roku 1672 se oženil s Marií Guichon, s níž měl jednu dceru a tři syny. Jeho žena však už roku 1678 zemřela. V roce 1680 se vzdal svého místa v komisi ve prospěch Colbertova syna a když Colbert 1683 zemřel, věnoval se literatuře. Jeho „Paměti“ vyšly až posmrtně roku 1756.

## „Spor Starých s Moderními“

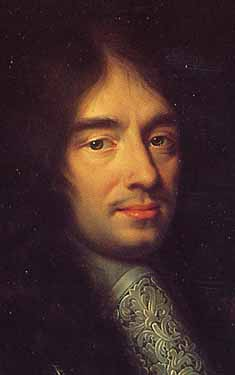
Charles Perrault

Při slavnostním zasedání Akademie, věnovaném oslavě Ludvíka XIV. roku 1687, přednesl báseň „Století Ludvíka Velikého“, kde tvrdil, že jeho doba v umění a vědách předstihla antiku. Báseň vyvolala velkou polemiku, která jako „Spor starých s moderními“ (Querelle des Anciens et des Modernes) vstoupila do dějin. Proti Perraultovi se tehdy postavili skoro všichni významní autoři, zejména Bossuet, Fénelon, La Bruyère, La Fontaine, Racine a Boileau. Na stranu „moderních“ se postavili Saint-Évremond, Bayle a Fontenelle.
Téma sporu se ovšem objevovalo už dříve a když René Descartes roku 1637 vyřešil tzv. Pappův problém, a to dokonce pro libovolný počet přímek, chápalo se to jako doklad, že moderní věda předstihla starověkou. V letech 1688–1697 vydal Perrault čtyřsvazkovou sbírku takových příkladů, kde „moderní“ předstihli starověk a v letech 1696–1700 rovněž čtyřsvazkové „Životy slavných mužů tohoto století ve Francii“. Kolem roku 1700 pak už Perraultovo stanovisko obecně převládalo.

## Pohádky
Už v letech 1684–1691 vydal Perrault tři svazečky veršovaných pohádek a po jejich úspěchu roku 1697 anonymně Pohádky matky husy (Contes de ma Mère l'Oye). Název připomíná legendární matku Karla Velikého Bertu, která prý měla od samého předení "husí nohu". Sbírka obsahuje pohádky z ústního podání i od různých autorů, mezi nimi je například Popelka, Červená karkulka, Šípková Růženka, Kocour v botách, Modrovous, Paleček a další.
Kniha měla neobyčejný úspěch, mnohokrát vyšla ve francouzštině a v překladech a prosadila žánr pohádky do literatury. Z Perraulta pak čerpali další vydavatelé pohádek, zejména bratři Grimmové v Německu, a z nich i čeští autoři. Slavné je vydání z roku 1862, které ilustroval Gustave Doré. Perraultovy pohádky byly několikrát zhudebněny a zfilmovány, mimo jiné i Waltem Disneym.

## Zajímavost
Jeho socha je jednou ze 146 soch umístěných na fasádě budovy Hôtel de ville de Paris. V lednu 2016 k 388. výročí jeho narození zveřejnil Google na hlavní straně vyhledávače tematické doodle.